# Luis Exposito
Luis Exposito (né le 20 janvier 1987 à Miami, Floride, États-Unis) est un receveur des Ligues majeures de baseball évoluant avec les Orioles de Baltimore.

## Carrière
Luis Exposito est drafté par les Red Sox de Boston au 31e tour de sélection en 2005. En ligues mineures, il évolue six saisons complètes dans l'organisation des Red Sox et amorce l'année 2012 avec les Red Sox de Pawtucket, le club-école AAA de la franchise. Le 17 avril 2012, Exposito passe aux Orioles de Baltimore, qui le réclament au ballottage. Il fait ses débuts dans le baseball majeur avec les Orioles le 4 mai. Son premier coup sûr en carrière est réussi le 10 mai à Baltimore aux dépens du lanceur Derek Holland des Rangers du Texas.